# سید علی طباطبایی
سید علی طباطبایی (۲ آبان ۱۳۶۲ – ۸ شهریور ۱۳۹۴) بازیگر سینما و تلویزیون ایران بود.

## نسب
سید علی طباطبایی از نسل سادات طباطبایی محسوب می‌شود که نَسَبِ ایشان به ابراهیم طباطبا پسر اسماعیل دیباج، پسر ابراهیم غمر  پسر حسن مثنی پسر حسن مجتبی می‌رسد. 

## فعالیت بازیگری
اولین کار وی، بازی در فیلم سالاد فصل، محصول سال ۱۳۸۳ به تهیه‌کنندگی پدرش سید کمال طباطبایی و نویسندگی و کارگردانی فریدون جیرانی بود. او در سریال‌های «باجناق ها»، ترانهٔ مادری،  آشپزباشی، قلب یخی و بچه‌های نسبتاً بد بازی کرده‌بود. طباطبایی در فیلم سینمایی «گور به گور» نیز به ایفای نقش پرداخت. از آخرین کارهای او، می‌توان به اسب سفید پادشاه اشاره کرد.
سید علی طباطبایی بهار سال ۱۳۹۴ در فیلم سینمایی «اسب سفید پادشاه» ساخته محمدحسین لطیفی نقش شخصیتی را ایفا می‌کرد که به علت تصادف کشته می‌شود.

## درگذشت
علی طباطبایی در شب یکشنبه، ۸ شهریور ۱۳۹۴، به یکباره دچار حملهٔ قلبی شد و چیزی نگذشت که به علت ایست قلبی در منزل پدرش در تهران درگذشت. پیکر وی روز سه شنبه، ۱۰ شهریور ۱۳۹۴ از مقابل درب منزل وی با حضور مردم و هنرمندان تشییع شد و در قطعهٔ ۲۳۱ بهشت زهرا دفن شد.

## فیلم‌شناسی

### فیلم
| سال  | نام فیلم        |
| ---- | --------------- |
| ۱۳۸۳ | سالاد فصل       |
| ۱۳۸۵ | ساعت ۲۵         |
| ۱۳۹۳ | اسب سفید پادشاه |

### تلویزیون
| سال  | نام فیلم         |
| ---- | ---------------- |
| ۱۳۸۲ | باجناق ها        |
| ۱۳۸۸ | آشپز باشی        |
| ۱۳۸۷ | ترانهٔ مادری      |
| ۱۳۹۲ | بچه های نسبتا بد |

### نمایش خانگی
| سال  | نام فیلم          |
| ---- | ----------------- |
| ۱۳۹۱ | قلب یخی (فصل سوم) |

### تله فیلم
| سال  | نام فیلم       |
| ---- | -------------- |
| ۱۳۸۷ | ماه از روی سکو |
| ۱۳۸۸ | گور به گور     |
| ۱۳۸۸ | آماده باش      |